# NGC 2484
NGC 2484 is een lensvormig sterrenstelsel in het sterrenbeeld Lynx. Het hemelobject werd op 21 januari 1885 ontdekt door de Franse astronoom Édouard Jean-Marie Stephan.

## Synoniemen
- UGC 4125
- MCG 6-18-4
- ZWG 178.11
- ARAK 148
- PGC 22350